# Pentagon (metropolitana di Washington)
Pentagon è una stazione della metropolitana di Washington, situata sul tratto comune della linea blu e della linea gialla. Si trova ad Arlington, in Virginia, nei pressi del Pentagono.
È stata inaugurata il 1º luglio 1977, contestualmente all'apertura della linea blu.
La stazione è servita da autobus dei sistemi Metrobus (anch'esso gestito dalla WMATA) e DASH, dall'Arlington Transit, dal Fairfax Connector, dal Loudoun County Commuter Bus e da autobus della Potomac and Rappahannock Transportation Commission.